# Társas serkentés
A társas serkentés egy szociálpszichológiai jelenség, melynek lényege, hogy mások jelenléte hatással van az egyén teljesítményére. Könnyű feladatoknál, mint például a futás, serkenti, míg bonyolultabb, nehezebb feladatoknál, például egy komplex matematikai feladat megoldása, vagy közönség előtt szereplés, pedig inkább gátolja azt.

## Elméletek
A legkorábbi társas serkentést vizsgáló kísérlet Norman Triplett (1898) nevéhez fűződik, aki megfigyelte, hogy a horgászorsót csévélő gyerekek gyorsabban dolgoztak mások jelenlétében, mint egyedül. Az első elméletet Robert Zajonc (1965) állította fel, aki szerint a jelenség magyarázata az, hogy mások jelenlétében növekedik az arousalszintünk, vagyis az idegi-hormonális rendszer izgalmi, készenléti szintje. Ez az olyan viselkedéseknél, amelyek könnyen az eszünkbe jutnak és jól begyakoroltak, serkentően hat (domináns válaszok), az olyan viselkedésekre azonban, amelyek összetettek, nehezek, vagy újak, gátló hatást fejt ki (nem domináns válaszok). Tehát a mások által keltett arousal segít a kocogónak, hogy kissé gyorsabban fusson, azonban ronthatja egy matematikai versenyen részt vevő teljesítményét egy nehezebb feladat megoldásánál. Az azonban kérdéses maradt továbbra is, hogy vajon mások jelenléte miért növeli az arousalt? Ennek hátterében az újabb kutatások két jelenséget feltételeznek: az értékelés feszültségkeltő hatását, valamint a figyelemelterelést.

## Az értékelés feszültségkeltő hatása
Általában arra vágyunk, hogy mások értékeljenek, befogadjanak, szeressenek minket, így önértékelésünk legalább annyira függ mások véleményétől, mint az önmagunkról alkotott képünktől. Így olyan személyek jelenléte, akik potenciálisan ítélkezhetnek rólunk, értékelési feszültséget kelt bennünk, ez pedig arousal növekedéshez vezet, és a már említett módon befolyásolja a teljesítményünket. Így amikor sikerre számítunk, jobban fogunk szerepelni mások jelenlétében, azonban ennek az ellenkezője igaz, ha kudarcra. Ezt az elméletet igazolja az is, hogy a jelen lévő, de nem értékelő személyek nem befolyásolják a teljesítményt.

## Figyelemelterelés
Mások jelenléte úgy is hathat a teljesítményünkre, hogy eltereli figyelmünket a feladatról, hiszen akaratunkon kívül rájuk kezdünk figyelni, vagy reagálunk rájuk.  Ilyen hatás állatoknál (pl. százlábúaknál) is kimutattak (Hosey et al, 1985).

## Zsúfoltság
Hasonló hatásokat okozhat, ha sok ember zsúfolódik össze egy helyen, pl. reggel a metrón, vagy egy koncerten. Az arousal növekedésének ebben az esetben szintén az az oka, hogy a tömeg lehetőséget teremt az értékelésre, valamint a figyelemelterelésre. Ugyanígy a zsúfoltság javíthatja az egyszerű feladatok megoldását, de gátolhatja a bonyolultabbakét.